# William Coppin
Pour les articles homonymes, voir Coppin.
William Coppin (9 octobre 1805 - 17 avril 1895) est un marin, un constructeur naval et un inventeur irlandais. 

## Biographie
William Coppin est né à Kinsale dans le comté de Cork, le 9 octobre 1805. Aucun détail sur ses parents, ses frères et sœurs ne sont connus. À l'âge de 15 ans, il fait partie d'un groupe qui sauve six douaniers de leur cotre chaviré sur la rivière Shannon. Après ses études, il émigre à Saint-Jean au Nouveau-Brunswick au Canada pour occuper un poste dans l'entreprise de construction navale John W. Smith, qui appartient à un parent. En 1826, il construit un bateau pouvant naviguer sur des rivières gelées en s'inspirant d'un modèle autochtone canadien. Le premier navire qu'il construit est le Kathleen (1829). Il étudie ensuite la navigation aux Antilles et obtient son brevet de capitaine de bateau,,. Aux Antilles, il rencontre des hommes d'affaires de Derry dont l'un, John Kelso, lui commande un bateau : l'Edward Reid. En 1831, Coppin retourne en Irlande pour un voyage qui dure seulement 19 jours. S'installant à Derry, Coppin est capitaine d'un certain nombre de navires sur la route Derry à Liverpool, notamment le Prudence, le Reine Adélaïde et le Robert Napier, ce dernier ayant réduit le temps de navigation de 21 à 18 heures. 
Il crée ensuite son propre chantier naval en 1837. Le chantier naval est un succès et il emploie plus de 500 hommes dans les années 1840. Parallèlement à son chantier naval, il ouvre une fonderie et des ateliers d'ingénierie en 1840 qui fabriquent des chaudières et des moteurs, ainsi que l'élargissement de la cale de halage du chantier naval pour accueillir des navires jusqu'à 700 tonnes. Lorsqu'il inaugure le Maiden City en 1841, 10 000 personnes se sont rassemblées pour regarder. Devenue une figure locale de premier plan, la société Londonderry organise en 1839 un dîner en son honneur et, en 1840, lui offre un service en argent. Il construit le City of Derry en 1839, qui présente bon nombre de ses inventions, et établit une vitesse record de 104 jours sur le trajet de Liverpool à Madras. Son Great Northern de 1842 est son navire le plus ambitieux. En tant qu'un des premiers navires à hélice à vis d'Archimède, le navire est exposé à Londres en 1843. En 1846, son chantier naval est détruit par un incendie. Après cela, il travaille principalement dans le sauvetage, sauvant plus de 140 navires. Il continue à inventer, déposant un certain nombre de brevets entre 1857 et 1886. Il vend sa fonderie et son chantier naval en 1873 et déménage au 14 rue Sackville à Derry. De là, il continue à inventer, en lançant un navire à triple coque, le Tripod Express en 1873. Il dépose un brevet pour un appareil de pêche avec de la lumière artificielle en 1886. 
Il épouse Dora (morte le 11 septembre 1866), avec qui il a deux fils et quatre filles. Leur fille, Louisa connue sous le nom de « Little Weesy » meurt à l'âge de trois ans. Elle est le sujet de nombreuses expériences paranormales que Coppin a, concernant le sort de l'expédition Franklin. Coppin meurt à son domicile de la rue Sackville le 17 avril 1895 et est enterré au cimetière de St Augustine.